# Anthocoris nemorum
Anthocoris nemorum, auch Wahlloser Lausjäger genannt, ist eine Wanze aus der Familie der Blumenwanzen (Anthocoridae).

## Merkmale
Die Wanzen werden 3,5 bis 4,4 Millimeter lang. Die Arten der Gattung Anthocoris sind teilweise sehr schwer bestimmbar. Die Hemielytren von Anthocoris nemorum sind komplett glänzend und das Pronotum ist komplett schwarz. Die Beine sind überwiegend orange-braun und besitzen variable kleine dunkle Flecken nahe der Spitze der Schenkel (Femora), insbesondere der Hinterbeine. Die Fühler sind am zweiten und dritten Glied überwiegend blass, mit dunkler Spitze. Das erste und vierte Segment ist dunkel. Die beiden dunklen Flecken auf den Hemielytren sind gemeinsam typisch sanduhrförmig.

## Verbreitung und Lebensraum
Die Art ist in ganz Europa verbreitet und kommt im Osten bis zum Kaukasus, nach Sibirien und über Zentralasien nach China vor. In Mitteleuropa ist sie weit verbreitet und häufig. Sie zählt zu den häufigsten Wanzenarten überhaupt. In den Alpen findet man sie bis etwa 2000 Meter Seehöhe. In Großbritannien ist die Art weit verbreitet und häufig. Sie ist hier häufiger als Anthocoris nemoralis. Besiedelt werden vor allem mäßig feuchte, offene bis halbschattige Lebensräume.

## Lebensweise
Die Tiere leben sowohl in der Krautschicht, etwa auf Großer Brennnessel (Urtica dioica), als auch auf Gehölzen, einschließlich Obstbäumen. Die räuberischen Wanzen ernähren sich von verschiedensten Gliederfüßern wie etwa von Blattläusen, Blattflöhen oder Spinnmilben und deren Präimaginalstadien, aber auch von Honigtau, Pollen und Pflanzensäften. Sie können ausnahmsweise auch den Menschen stechen, tun dies aber vermutlich nur auf der Suche nach Wasser. Die Art gilt im Obstanbau als Nützling. Sie haben keine ektoparasitische Lebensweise. Die Überwinterung erfolgt als Imago an diversen trockenen Orten, wie etwa unter loser Rinde oder Rindenschuppen, in der lockeren Bodenstreu oder in Grashorsten. Bei höheren Temperaturen können sie auch im Winter aktiv werden. Die Paarung erfolgt im Herbst und die meisten Männchen überleben den Winter nicht. Die Ovarien der Weibchen bilden sich erst nach der Überwinterung aus, sodass die Eiablage erst zwischen April und Juni erfolgt. Sie stechen insgesamt etwa 200 Eier in die Epidermis der jungen Blätter von Gehölzen und krautigen Pflanzen ein. Dies erfolgt nahe dem Blattrand. In Mitteleuropa treten pro Jahr zwei Generationen auf, die zweite tritt ab Juni auf, die überwinternde erste Generation erscheint ab September. Man kann die Imagines aber das ganze Jahr über finden.

## Belege